# Kaspar Gottfried Schweizer
Pour les articles homonymes, voir Schweizer.
Kaspar Gottfried Schweizer (Wila, 16 février 1816 - 6 juillet 1873) est un astronome suisse qui s'installa à Moscou en 1845 pour devenir professeur de mathématiques et d'astronomie à l'Institut Survey, puis directeur de l'observatoire de l'université de Moscou.
Il naquit à Wila (canton de Zurich) en Suisse ; en 1839 il partit à Königsberg travailler avec Friedrich Wilhelm Bessel. De 1841 à 1845, il travailla à l'observatoire de Poulkovo sous la direction de Friedrich Georg Wilhelm von Struve. 
Schweizer découvrit cinq comètes et trouva un objet du NGC, NGC 7804, le 11 novembre 1864.